# Kaskáda na řece Paraná
Kaskáda na řece Paraná je soustava vodních elektráren v Brazílii, Paraguayi a Argentině. Při využití spádu řeky na výšce 222 m je při celkovém výkonu 23 625 MW nejvýkonnější kaskádou vodních elektráren na americkém kontinentu.  

## Všeobecné informace
|                 | spád (m) | výkon (MW) | stát                 |
| --------------- | -------- | ---------- | -------------------- |
| Ilha Solteira   | 41,5     | 3 444      | Brazílie             |
| Jupiá           | 21,3     | 1 551      | Brazílie             |
| Porto Primavera | 19       | 1 540      | Brazílie             |
| Itaipú          | 118      | 14 000     | Brazílie, Paraguay   |
| Yacyretá        | 22       | 3 100      | Argentina, Paragyuay |

Paraná patří mezi nejvodnatější řeky na světě a po většinu svého toku protéká v údolním profilu, umožňujícím vybudování vodních energetických děl. Na dolním toku tvoří státní hranice a příslušná vodní díla jsou tak majetkem více států. Řeka vzniká soutokem řek Rio Grande a Paranaiba, které samy vytvářejí výkonné kaskády vodních děl. V povodí řeky bylo vybudováno celkem 30 velkých energetických vodních děl. 